# Merlin Tandjigora
Merlin Tandjigora est un footballeur  international gabonais né le 6 avril 1990 à Port-Gentil. Il évolue au poste de milieu défensif avec l'US Vimy (National 3).

## Carrière
- 2008-2009 : AS Stade Mandji ( Gabon)
- 2009-2011 : FC Metz ( France)
- 2011-2014 : USJA Carquefou ( France)
- fév. 2015-2015 : FC Istres ( France)
- sep. 2015-déc. 2015 : Leixões SC ( Portugal)
- jan. 2016-fév. 2017 : Meizhou Hakka ( Chine)
- depuis 2017 : CF Os Belenenses ( Portugal)

## Palmarès
- Championnat du Gabon de football : 2009